# Liporrhopalum dubium
Liporrhopalum dubium är en stekelart som först beskrevs av Grandi 1926.  Liporrhopalum dubium ingår i släktet Liporrhopalum och familjen fikonsteklar. Inga underarter finns listade i Catalogue of Life.